# Sitticus wuae
Sitticus wuae là một loài nhện trong họ Salticidae.
Loài này thuộc chi Sitticus. Sitticus wuae được Peng, Tso & Li miêu tả năm 2002.